# 関東も広うござんす
『関東も広うござんす』（かんとうもひろうござんす）は、1967年6月28日に日活で製作された、高橋英樹主演の任侠アクション映画。野口晴康監督が製作半ばに死去、助監督を務めていた武田一成が監督を代行して完成させた。この作品は野口晴康の遺作となった。

## ストーリー
時代は大正初期、刑務所から出所した男が、関東一帯をさすらっていたが、博打場でやくざの男を助け、その男から勧められるままに、やくざの親分の男を訪ねる。

## キャスト
- 高橋英樹 : 村瀬政吉
- 川地民夫 : 石川の寅吉
- 玉川良一 : 番長鉄
- 名古屋章 : 上海竜
- 平田大三郎 : 遠州松
- 曽我廼家明蝶 : 鳶の庄五郎
- 千波可奈子 : 琴枝
- 杉江弘 : 紋二郎
- 波野久里子 : 静代
- 山東昭子 : 芸者小糸
- 雪丘恵介 : 山神の弥助
- 武藤章生 : 貫二
- 河野弘 : 神奈川の平沼
- 谷村昌彦 : 七年
- 郷えい治 : 源
- 葉山良二 : 千波の権太
- 深江章喜 : 村田

## スタッフ
- 監督 : 野口晴康、武田一成
- 脚本 : 甲斐久尊
- 撮影 : 上田利男
- 編集 : 辻井正則
- 音楽 : 山本直純
- 美術 : 柳生一夫
- 企画 : 岩井金男
- 原案 : 林馬呂

## 併映作品
- 『爆弾男といわれるあいつ』